# چیلیکافی (ایلینوی)
چیلیکافی (به انگلیسی: Chillicothe) (‎/ˌtʃɪlɪˈkɒθi/‎ CHIL-i-KOTH-ee) یک شهر در ایالات متحده آمریکا با جمعیت ۵٬۹۹۶ نفر است که در ایلی‌نوی واقع شده‌است.

## موقعیت جغرافیایی
موقعیت جغرافیایی شهرها و مناطق اطراف به شرح زیر است: